# Tambo (Queensland)

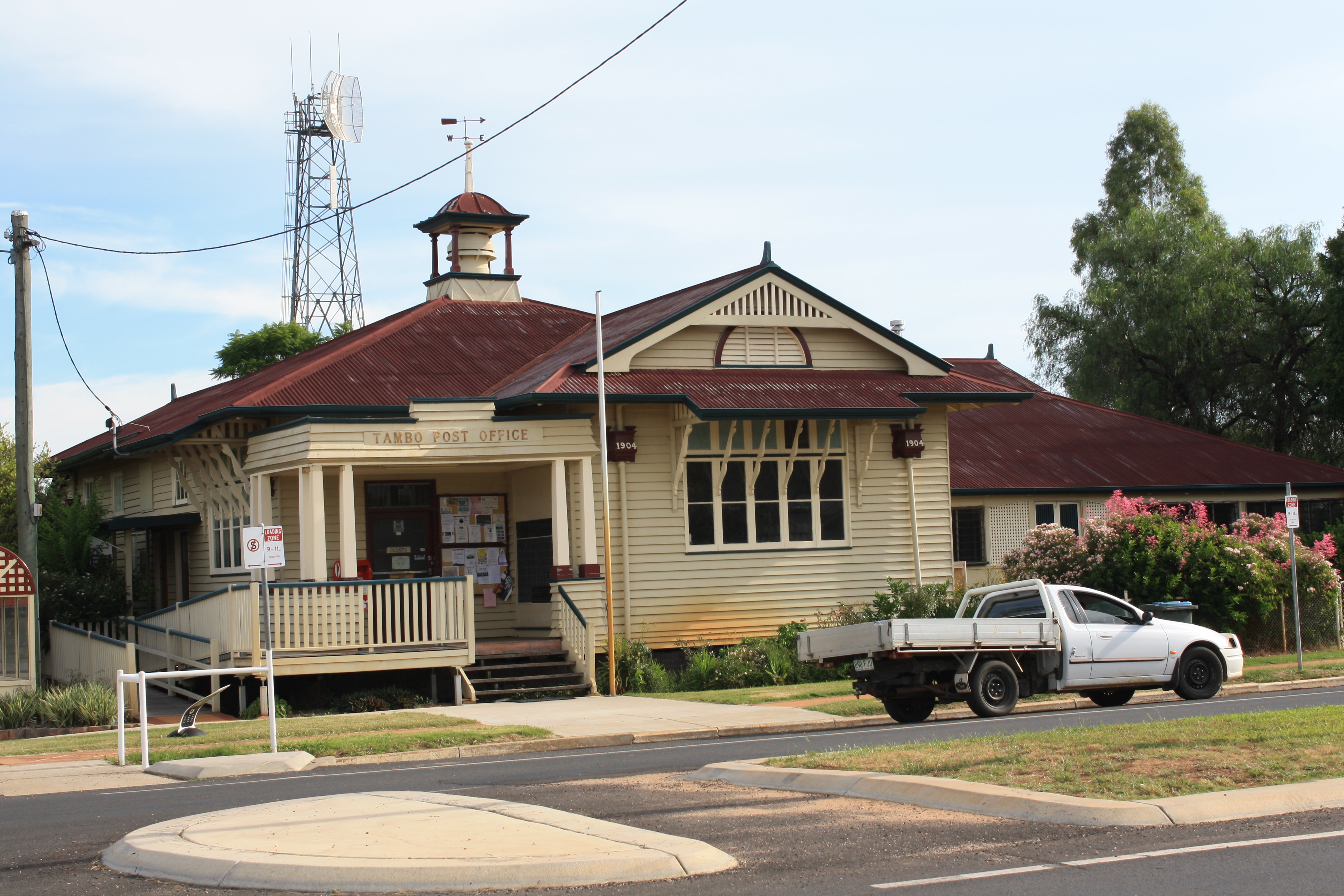
Die Post von Tambo, erbaut 1904

Tambo ist eine kleine Stadt in der Blackall-Tambo Region im australischen Bundesstaat Queensland mit rund 300 Einwohnern (Stand 2021).

## Geographie
Tambo liegt etwa 100 km südöstlich von Blackall und etwa 850 Kilometer nordöstlich von Brisbane. Es liegt am Barcoo River und hat Anschluss an den Landsborough Highway.

## Geschichte
In der Gegend rund um Tambo lebten vor der Ankunft der Europäer verschiedene Aborigine-Stämme. So ist auch der Name auf ein Wort einer Aborigine-Sprache zurückzuführen, welches übersetzt verborgener Platz bedeutet.
Bereits 1846 wurde die Region um das heutige Tambo  durch Thomas Livingstone Mitchell erforscht. 1863 wurde Tambo als erste Stadt in West-Queensland gegründet.
Im Jahr 1927 stürzte bei Tambo zum ersten Mal ein Flugzeug der Gesellschaft Qantas Airways mit fatalen Folgen ab. Bei dem Absturz kamen alle drei Insassen ums Leben.

## Wirtschaft
Viehhaltung und Tourismus sind heute die wichtigsten Einnahmequellen. Bekannt ist die Stadt vor allem für die Herstellung der Tambo-Teddys.

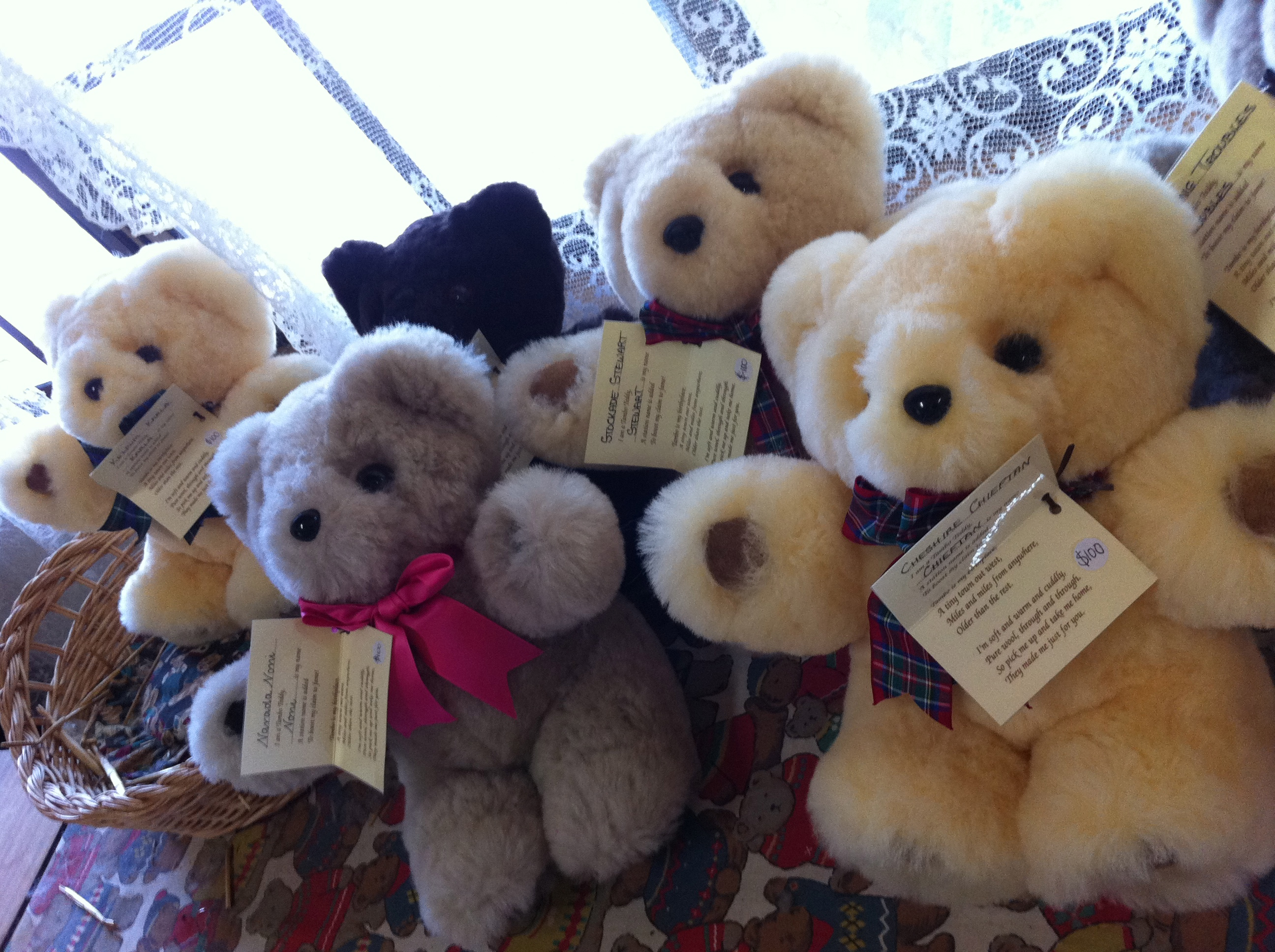
Zählen zu den Bekanntheiten des Ortes: Tambo Teddies